# Predator Hawk
Predator Hawk — це тактична балістична ракетна система, розроблена та виготовлена компанією Israel Military Industries (IMI) і використовується Армією оборони Ізраїлю. Має максимальний діапазон 300—400 км з 140—220 кг унітарної БЧ і точністю 10м КВП.
Ракета запечатана в контейнері пускової установки (LPC), у кожному LPC міститься 2 ракети. Ракети Predator Hawk можуть бути запущені пусковою установкою LYNX (MRL) на машині 8x8, а також з низки інших доступних пускових установок.